# کلیترونیک
Claytronics (کلیترونیک‌ها) یک مفهوم انتزاعی آینده است که رباتیک نانومقیاس و علوم رایانه برای ایجاد کامپوترهایی در مقیاس نانومتری به نام claytronic atoms یا کاتوم‌ها ترکیب می‌کند که می‌توانند با یکدیگر تعامل داشته و اشیاء و اجسام سه بعدی ملموسی را تشکیل دهند که فرد می‌تواند با آنها تعامل داشته باشد. این ایده به‌طور کلی به عنوان ماده قابل برنامه‌ریزی شناخته می‌شود. کاتوم‌ها این پتانسیل را دارند که به‌طور شگرفی بر حوزه‌های زندگی روزمره مانند ارتباطات از راه دور، رابط بین انسان و کامپیوتر، سرگرمی و بسیاری دیگر تأثیرگذار باشند.

## تحقیقات فعلی
تحقیقات فعلی در حال بررسی پتانسیل رباتیک قابل تنظیم و نرم‌افزار پیچیده لازم برای کنترل ربات‌های «تغییر شکل دهنده» است. چالش‌های زیادی در رابطه با برنامه‌نویسی و کنترل این تعداد زیاد از discrete modular systems وجود دارد که دلیل آن درجات آزادی است که با هر ماژول مطابقت دارد. به عنوان مثال، پیکربندی مجدد از یک فرمت به یک فرمت مشابه ممکن است به مسیر پیچیده‌ای از حرکت‌ها نیاز داشته باشد که توسط یک رشته پیچیده از دستورها کنترل می‌شود، حتی اگر این دو شکل اندکی متفاوت باشند.
در سال ۲۰۰۵، تلاش‌های تحقیق‌هایی برای توسعه یک مفهوم سخت‌افزاری در مقیاس میلی‌متر موفقیت‌آمیز بود و نمونه‌های اولیه استوانه‌ای به قطر ۴۴ میلی‌متر را ایجاد کرد که از طریق جاذبه الکترومغناطیسی با یکدیگر تعامل دارند. این آزمایش‌ها به محققین کمک کرد تا رابطه بین جرم و نیروی بالقوه بین اجسام را به عنوان «کاهش ۱۰ برابری در اندازه [که] به افزایش ۱۰۰ برابری در نیرو نسبت به جرم ترجمه شود» تأیید کنند. پیشرفت‌های اخیر در این مفهوم اولیه به شکل ربات‌های استوانه‌ای با قطر یک میلی‌متر است که بر روی یک لایه نازک توسط فوتولیتوگرافی ساخته شده‌اند که با استفاده از نرم‌افزار پیچیده‌ای که جذب الکترومغناطیسی و دافعه بین ماژول‌ها را کنترل می‌کند، با یکدیگر همکاری می‌کنند.
هم‌اکنون نیز تحقیق و آزمایش‌های بیشتر، در خصوص با کلیترونیک‌ها، در دانشگاه کارنگی ملون واقع در پیتسبورگ پنسیلوانیا توسط محققین، شامل پروفسور تاد سی. مووری، ست گلدشتاین و دانشجویان این دانشگاه، در دست انجام است.

## سخت‌افزار
نیروی پیشران در ماده قابل برنامه‌ریزی، خود سخت‌افزار است که خود را به هر شکلی که می‌خواهید تغییر می‌دهد. کلیترونیک‌ها از مجموعه ای از اجزای منفرد به نام اتم‌های کلیترونیک یا کاتوم‌ها تشکیل شده‌اند. برای اینکه کاتوم‌ها با دوام باشند، باید مجموعه ای از معیارها و شرایط را دارا باشند. برای شروع، کاتوم‌ها باید بتوانند در سه بعد نسبت به یکدیگر حرکت داشته باشند و همچنین بتوانند به یکدیگر بچسبند تا شکلی سه بعدی را تشکیل دهند. ثانیاً، کاتوم‌ها باید قابلیت این را داشته باشند که در یک مجموعه با یکدیگر ارتباط برقرار کنند و اطلاعات وضعیت را با کمک یکدیگر محاسبه کنند. به‌طور کلی، کاتوم‌ها از یک CPU، یک دستگاه شبکه برای ارتباط، یک نمایشگر تک پیکسلی، چندین حسگر، یک باتری داخلی و وسیله ای برای متصل شدن به یکدیگر تشکیل شده‌اند.

### طراحی آینده
در طراحی فعلی، کاتوم‌ها تنها قادر به حرکت در دو بعد نسبت به یکدیگر هستند، در حالی که ما در شرایط ایده‌آل نیازمند به حرکت کاتوم‌ها در سه بعد هستیم. پس کاتوم‌های آینده باید در سه بعد نسبت به یکدیگر حرکت کنند. هدف محققین ایجاد یک کاتوم در مقیاس میلیمتری بدون قطعه‌های متحرک است تا امکان ساخت انبوه فراهم شود. میلیون‌ها از این میکروربات‌ها قادر خواهند بود رنگ و شدت نور متغیری را منعکس و امکان رندر فیزیکی پویا را فراهم کنند. هدف طراحی به سمت ایجاد کاتوم‌هایی سوق پیدا کرده که به اندازه کافی ساده اند که فقط به عنوان بخشی از یک مجموعه عمل کنند، و کل یک مجموعه قادر به انجام عملکردهای پیچیده‌تر باشد.
در عین اینکه کاتوم‌ها کوچک می‌شوند، اندازه یک باتری داخلی که برای تغذیه کاتوم کافی باشد از اندازه خود آن کاتوم بیشتر می‌شود، بنابراین باید به دنبال یک انرژی جایگزین و آرمانی نیز باشیم. تحقیق‌هایی در حال انجام است تا تمام کاتوم‌ها را در یک مجموعه متمرکز کند و از تماس «کاتوم به کاتوم» به عنوان وسیله ای برای انتقال انرژی استفاده کند. یک احتمال که در حال بررسی است، استفاده از یک میز مخصوص با الکترودهای مثبت و منفی و مسیریابی انرژی داخلی از طریق کاتوم‌ها، از طریق «سیم‌های مجازی» است.
موردی دیگر از چالش‌های اصلی طراحی، ایجاد یک رابط بدون جنسیت برای کاتوم‌ها به منظور کاهش زمان پیکربندی مجدد به حداقل است. نانوالیاف راه حلی امکان‌پذیر برای این چالش ارائه می‌دهند. نانوالیاف‌ها امکان چسبندگی عالی را در مقیاس‌هایی هرچند کوچک فراهم می‌کنند و مصرف انرژی کاتوم‌ها را در حالت استراحت به حداقل می‌رسانند.

### محمولات توزیع شده محلی (LDP)
LDP یا Locally Distributed Predicates یک زبان برنامه‌نویسی واکنشی است. در تحقیقات قبلی به منظور اشکال زدایی استفاده شده‌است. با وجود زبانی که برنامه‌نویس را قادر می‌سازد تا عملیاتی را در توسعه شکل ماتریس بسازد، می‌توان از آن برای تجزیه و تحلیل شرایط محلی توزیع شده استفاده کرد. همچنین می‌تواند روی گروه‌های ماژول‌هایی با اندازه ثابت و متصل کار کند که عملکردهای متفاوتی از پیکربندی حالت را ارائه می‌کنند. برنامه ای که یک ماژول ثابت-اندازه را به جای کل مجموعه مورد بررسی قرار می‌دهد، به برنامه‌نویس این اجازه را می‌دهد تا بر روی ماتریس کاتوم را به‌طور مکرر و کارآمدتر کار کنند. LDP بیشتر نوعی ابزار برای تطبیق الگوهای توزیع شده فراهم می‌کند. همچنین LPD برنامه‌نویس را قادر می‌سازد تا مجموعه بزرگ‌تری از متغیرها را با جبر بولی بررسی کند، که برنامه را قادر می‌سازد تا الگوهای بزرگ‌تری از فعالیت و رفتار را در میان گروه‌های ماژول‌ها جستجو کند.

### الگوریتم‌ها
دو کلاس مهم از الگوریتم‌های کلیترونیک‌ها عبارتند از: مجسمه‌سازی شکل و الگوریتم‌های محلی سازی. هدف نهایی تحقیق‌های کلیترونیک‌ها، ایجاد حرکتی پویا در موقعیت‌های سه بعدی است. همه تحقیق‌های مربوط به حرکت کاتوم‌ها، تحرک‌های جمعی و برنامه‌ریزی حرکت سلسله مراتبی، همگی نیازمند به الگوریتم‌های مجسمه‌سازی شکل برای تبدیل کاتوم‌ها به ساختارها هستند که استحکام ساختاری و حرکت سیال را به این مجموعه پویا می‌بخشد. در عین حال، الگوریتم‌های محلی سازی، کاتوم‌ها را قادر می‌سازد تا موقعیت‌های خود را در یک مجموعه بومی سازی کنند. یک الگوریتم محلی سازی باید بتواند رابطه دقیقی از دانش کاتوم‌ها را به کل ماتریس بر اساس نویز (الکترونیک) به شیوه ای کاملاً توزیع شده ارائه دهد.

## برنامه‌های کاربردی آینده
با ادامه توسعه قابلیت‌های محاسباتی و کاهش ماژول‌های رباتیک، کلیترونیک در بسیاری از زمینه‌ها مفید خواهد بود. کاربرد ویژه کلیترونیک یک حالت ارتباطی جدید است. کلیترونیک‌ها حس واقعی تری را به ارتباط‌ها در مسافت‌های دور دست به نام Pario (پاریو) ارائه می‌دهد. مشابه نحوه شبیه‌سازی تحریک کننده‌های صوتی و تصویری، پاریو یک حس شنیداری، بصری و فیزیکی ایجاد می‌کند. کاربر قادر خواهد بود کسی را که با او در ارتباط است به گونه ای واقع بینانه بشنود، ببیند و لمس کند. پاریو همچنین می‌تواند به‌طور مؤثری در بسیاری از رشته‌های حرفه ای از طراحی مهندسی، آموزش و مراقبت‌های بهداشتی گرفته تا سرگرمی و فعالیت‌های اوقات فراغت مانند بازی‌های ویدئویی استفاده شود.
پیشرفت‌های شکل گرفته در عرصه نانوتکنولوژی و محاسبات لازم برای به واقعیت پیوستن کلیترونیک امکان‌پذیر است، اما چالش‌هایی که باید بر آن غلبه کرد دلهره‌آور اند و نیاز به نوآوری‌های بزرگی است. در مصاحبه‌ای در دسامبر ۲۰۰۸، جیسون کمپبل، محقق اصلی آزمایشگاه‌های اینتل پیتسبورگ، گفت: «تخمین‌های من از مدت زمانی که قرار است طول بکشد (که کلیترونیک به زندگی روزمره نفوذ کند) از ۵۰ سال به تا چند سال دیگر کاهش یافته. این بازه زمانی تنها در طول چهار سالی که من روی پروژه کار می‌کردم تغییر کرده‌است.»